# Битва при Пало-Альто
Битва при Па́ло-А́льто (англ. Battle of Palo Alto) — перша значна битва Американо-мексиканської війни, що відбулася 8 травня 1846 в вісьмох кілометрах від сучасного містечка Браунсвилл, штат Техас. Військо під проводом генерала Маріано Аріста, що налічувало близько 3709 солдатів і належало до так званого Північного Війська, виступило проти так званої «Окупаційної армії» на чолі з генералом Закарі Тейлором, що налічувала 2228 солдатів.
30 квітня, після справи Торнтона, війська Маріано Арісти почали перетин Ріо-Гранде. 3 травня вони почали облогу форта Техас. Окупаційна армія рушила на південь, щоб зняти облогу. Аріста, дізнавшись про його наближення, відвернув багато своїх підрозділів від облоги, щоб зустріти війська Тейлора. Битва відбулася 8 травня, за три дні до офіційного оголошення війни Мексиці Сполученими Штатами. Аріста наказав дві атаки кіннотою, спочатку проти американського правого флангу, а потім проти лівого. Обидві були невдалими. Того вечора Аріста був змушений відійти далі на південь. Армії зіткнулися знову наступного дня в битві при Ресака-де-ла-Пальма.

## Світлини

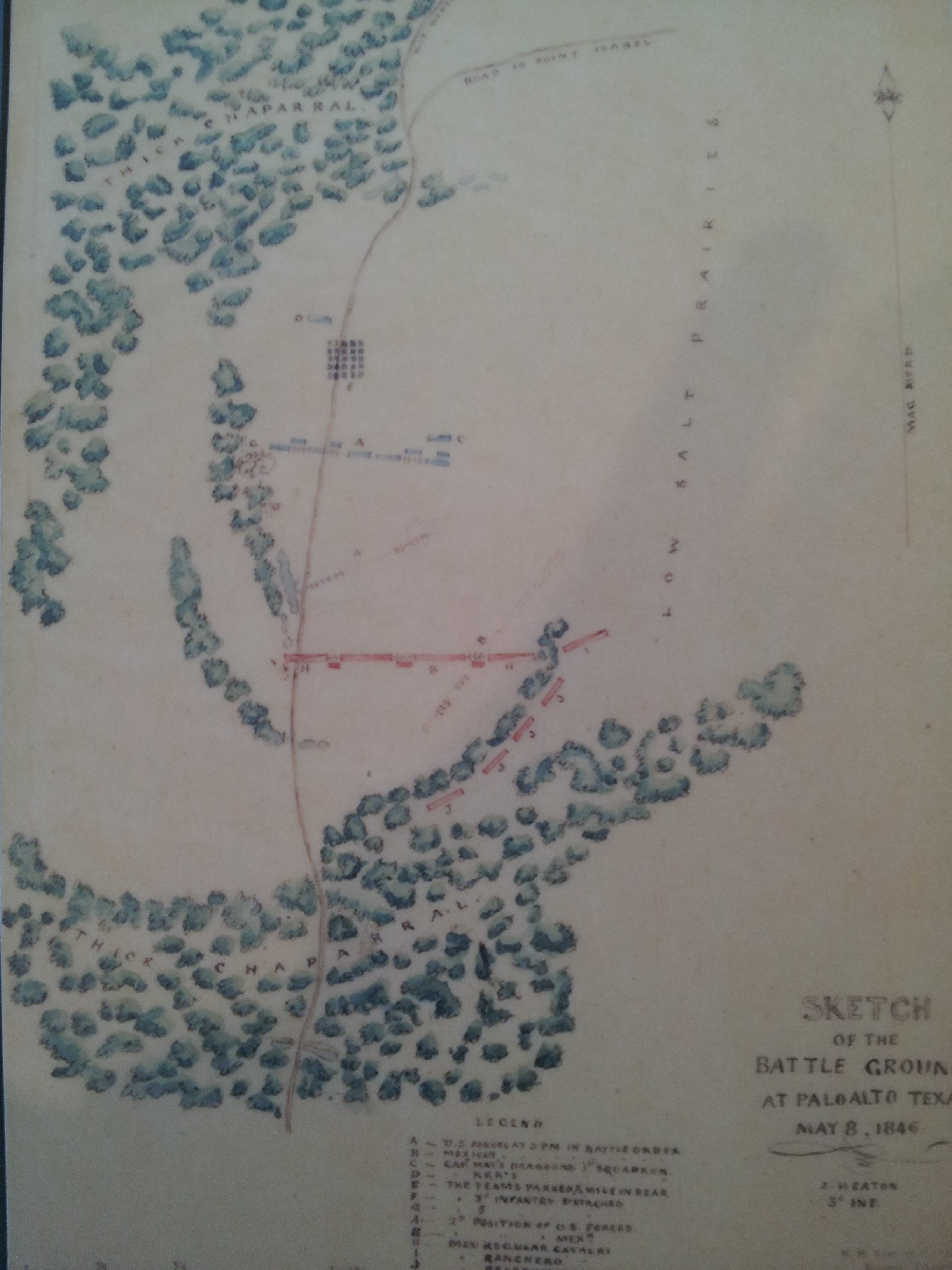
Мапа битви
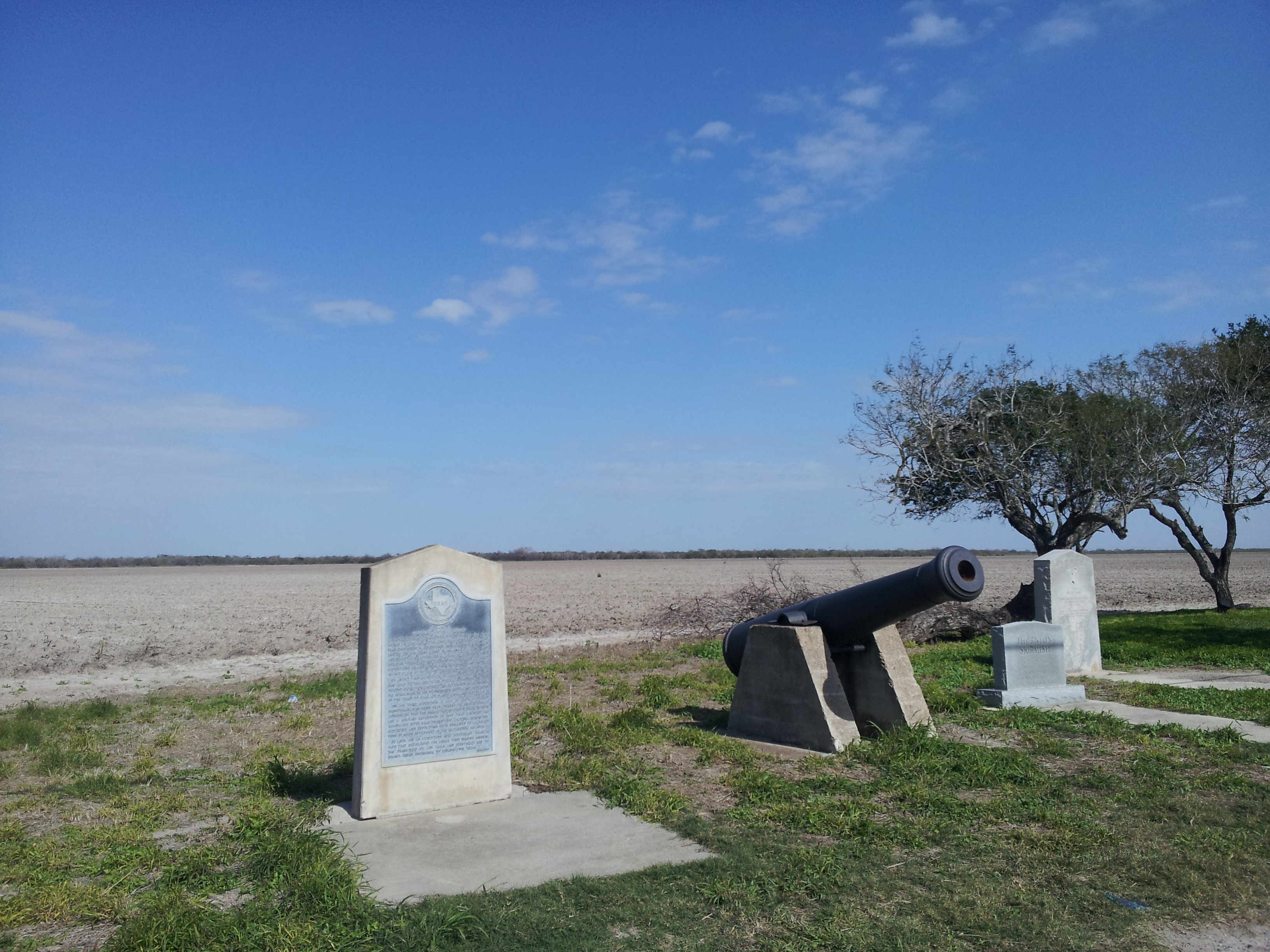
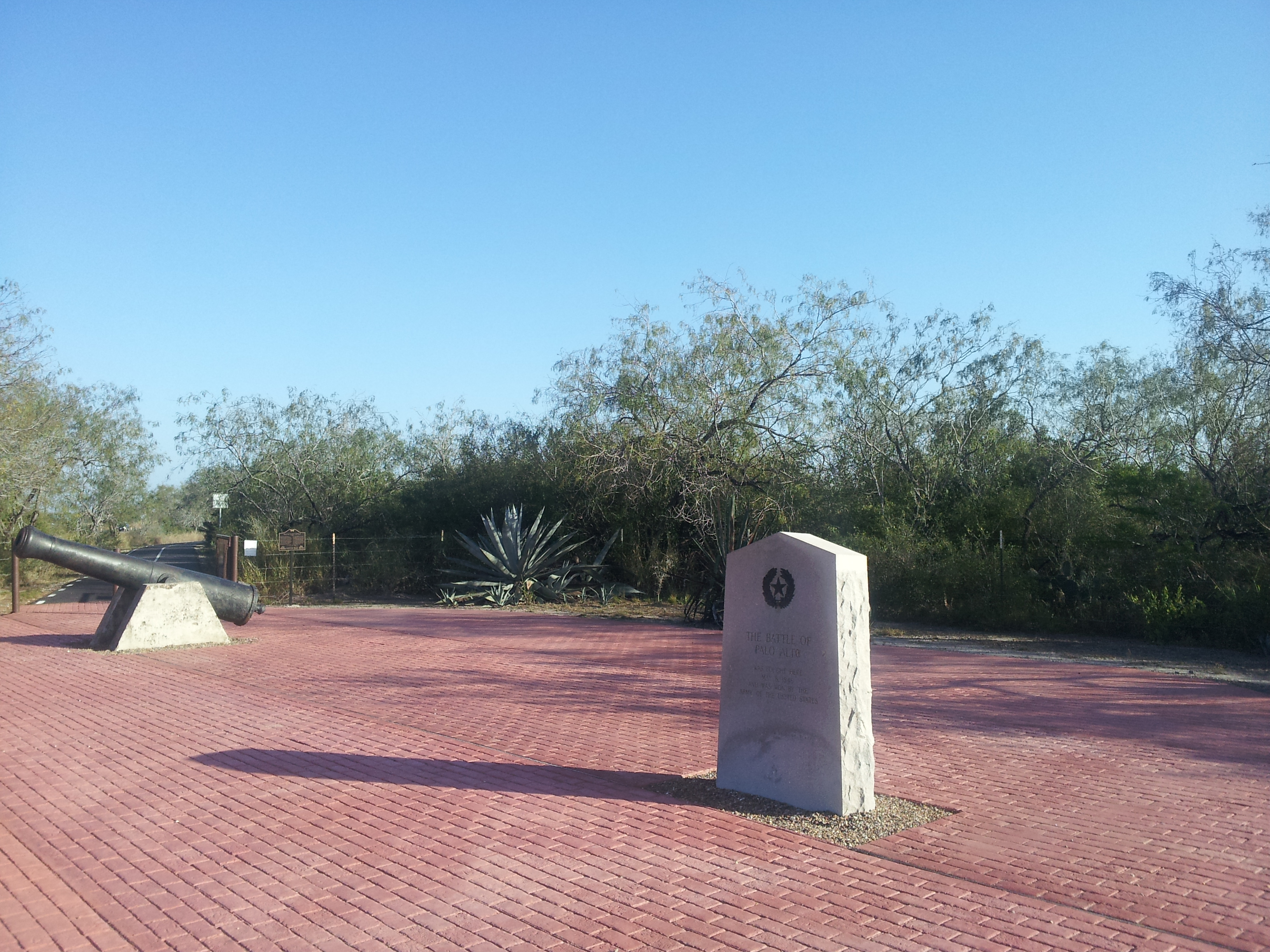
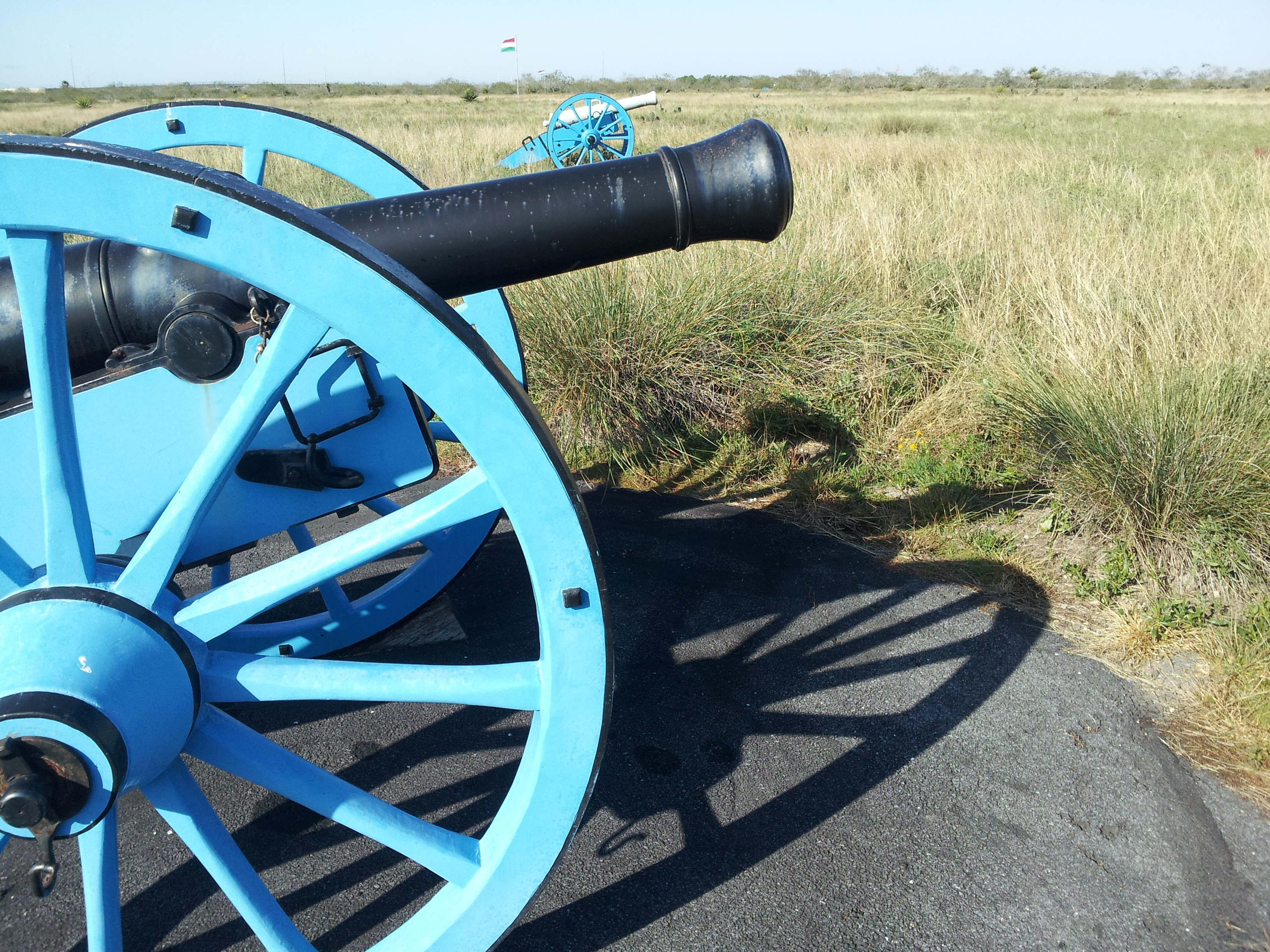
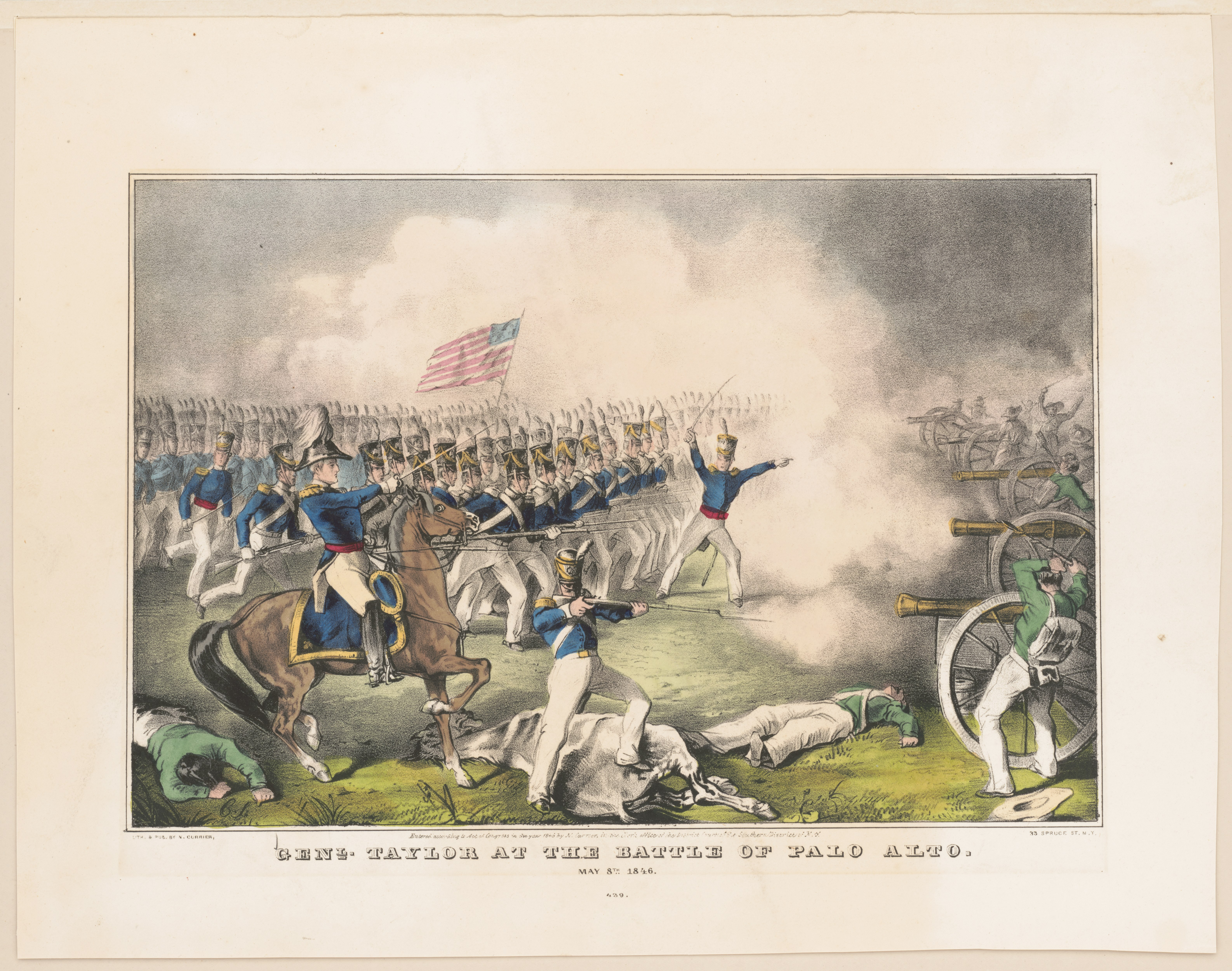